# Henry Rawlinson (baron)
Henry Seymour Rawlinson, 1. baron Rawlinson of Trent (ur. 20 lutego 1864 w Trent Manord w hrabstwie Dorset, zm. 28 marca 1925 w Delhi) – brytyjski generał.

## Życiorys
Był starszym synem Henry’ego Rawlinsona, oficera wojskowego, dyplomaty, asyrologa i orientalisty. Pobierał nauki w Eton College i Sandhurst. W 1886 został żołnierzem pułku strzelców królewskich stacjonującego w Indiach. Głównodowodzący armii brytyjskiej w Londynie – lord Roberts – był przyjacielem jego ojca. Rawlinson junior towarzyszył mu podczas kampanii w Birmie, gdzie uczestniczył w tłumieniu lokalnego powstania, które rozpoczęło się po zajęciu przez żołnierzy brytyjskich Mandalay. Wtedy Rawlinson przeszedł nie tylko chrzest bojowy, ale i był wymieniony w meldunkach i odznaczony medalem. Po tych wydarzeniach Rawlinson powrócił do Anglii, gdyż umarła jego matka. W 1889 zaciągnął się do pułku gwardii. Zimą 1897 razem z żoną znalazł się w Egipcie w celu podreperowania jej zdrowia. Wówczas Horatio Kitchener zaoferował mu funkcję w swoim sztabie. Rawlinson przystąpił do niego, biorąc udział w 1898 w bitwach w Sudanie. Walczył w bitwach pod Atbarą i Omdurmanem, dzięki czemu znów był wymieniany w meldunkach. W 1899 przybył do Afryki Południowej, gdzie objął stanowisko dowódcy artylerii, która sprawiła, że Burowie nie mogli zdobyć fortu Ladysmith. Gdy oblężenie zostało zakończone został dowódcą kolumny zmotoryzowanej. Dowodził nią do 1902, kiedy nastał koniec wojny burskiej. Tym razem był wymieniany w 5 meldunkach, a w 1903 awansował na generała broni i dostał urząd komendanta akademii szefa sztabu. 
W 1914 wybuchła I wojna światowa: w stopniu generała brygady Rawlinson walczył na froncie zachodnim w szeregach kawalerii oraz piechoty, jednak został w końcu odkomenderowany do ewakuowania wojsk brytyjsko-australijsko-nowozelandzkich, które samotnie prowadziły walki na półwyspie Gallipoli w Turcji. Przyczyną odwołania Rawlinsona był konflikt ze zwierzchnictwem, w jaki popadł z powodu różnicy zdań w kwestiach taktycznych. Później powrócił na front zachodni. Będąc dowódcą 4. Armii namówił Douglasa Haiga do nocnej ofensywy nad Sommą, który okazał się pierwszym natarciem I wojny światowej przeprowadzonym pod osłoną nocy. Gdy zakończyła się ona zwycięstwem, Rawlinson awansował, otrzymując dowództwo 2. Armii w Wielkiej Brytanii. Od lutego 1918 był reprezentantem Wielkiej Brytanii w Najwyższej Radzie Wojennej. Wówczas wprowadził innowacyjną taktykę, która zakładała połączenie natarcia piechoty, artylerii i lotnictwa. Pierwszy raz zastosował ją na niewielką skalę w trakcie ataku na Hamel 4 lipca 1918 – przyniosła ona wygraną. Douglas Haig i francuski marszałek Ferdinand Foch wyrazili zgodę na wykorzystanie taktyki Rawlinsona na większą skalę w bitwie pod Amiens, która trwała od 8 do 11 sierpnia 1918. 
Po trzech miesiącach wojna dobiegła końca, gdy ofensywa przeprowadzona pod Amiens walnie przyczyniła się do zwycięstwa Rawlinsona. Obie brytyjskie izby parlamentu wystosowały do niego podziękowania, kiedy w 1919 znajdował się w drodze do Archangielska – miał tam ewakuować armie interwencyjne ententy. W 1920 został dowódcą wojsk brytyjskich w Indiach. Niedługo po swoich 61. urodzinach zachorował i zmarł.